# Ruine Engenstein

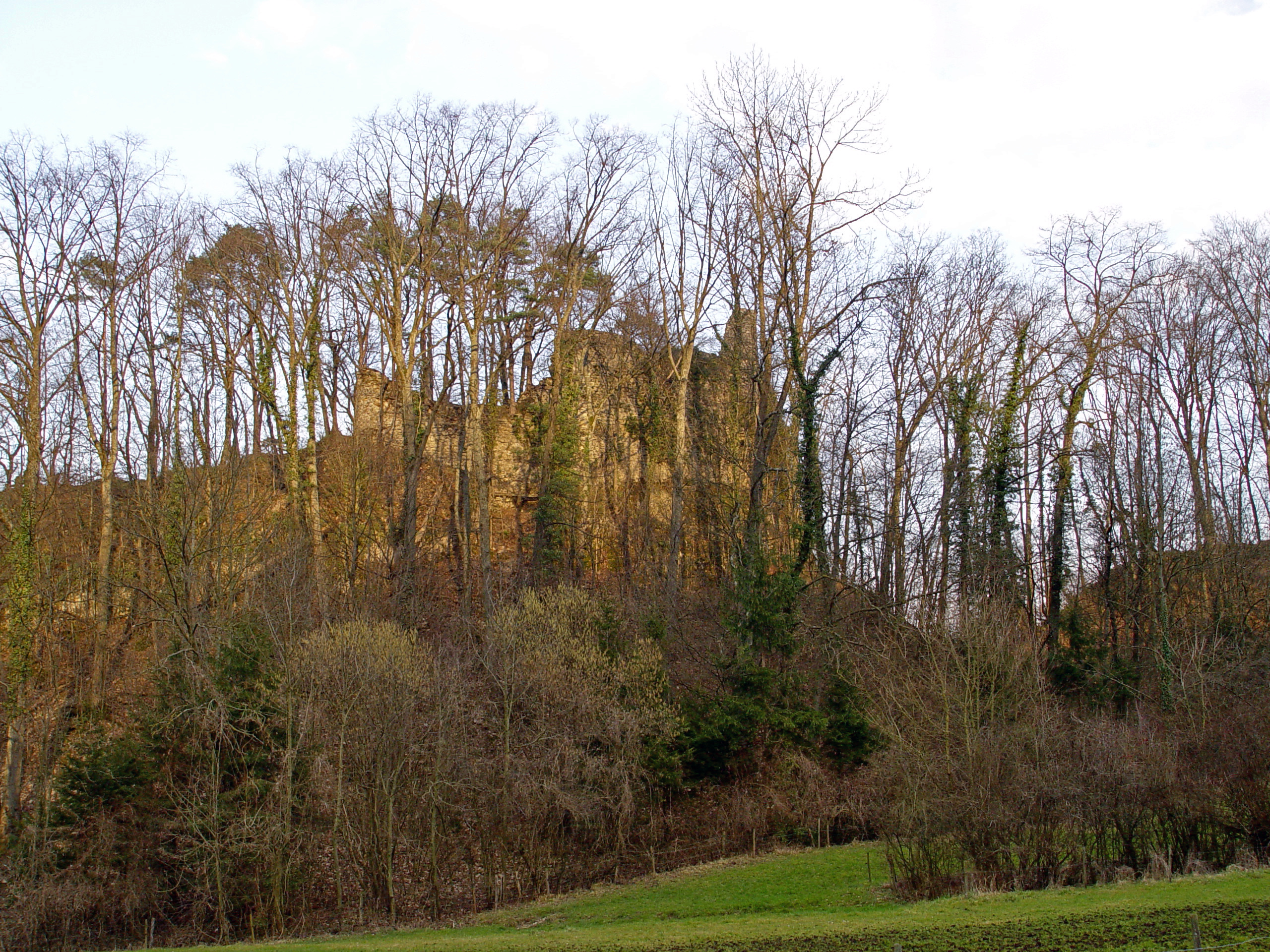
Benachbartes Schalberg

Die Burgruine Engenstein, auch Vorder-Schalberg oder Alt-Schalberg genannt, gehört zur Ortschaft Pfeffingen im Kanton Basel-Landschaft in der Schweiz.

## Lage
Die Ruine der Höhenburg befindet sich auf dem wenige hundert Meter langen Wegstück des Aescher Burgengratweges zwischen der Ruine Schalberg und der Ruine Münchsberg. Sie liegt bei 430 m ü. M. auf einem recht kleinen Felskopf, der heute über eine Metallleiter besteigbar ist (auf eigene Gefahr). Die aus der geringen Grösse dieses Felskopfes resultierende Enge dieser Anlage -- die eher für den Bau eines 'wehrhaften Hauses' als für eine Burg gereicht hat -- war wohl für die Namensgebung Pate gestanden.

## Anlage
Die Anlage, die auch Vorder-Schalberg oder Alt-Schalberg genannt wird, liegt zwischen den Überresten der Burg Münchsberg (nur 280 Meter Luftlinie von dieser entfernt) und denen des ehemaligen Schlosses Schalberg. Der Zugang zur Anlage führte ursprünglich steil von Westen her über die Felsrippe und dürfte so eng gewesen sein, dass sie wohl nur von Menschen begehbar war.
Die Oberfläche des Felskopfes war künstlich ausgeebnet worden und im östlichen Teil dieser Ebene wurde ein Keller in der Fels geschrotet (siehe Foto). Die aus dem Fels gemeisselte Kellertreppe ist heute noch begehbar. Die Balkenlöcher in der Kellerwand, die die Balkendecke über dem Keller trugen, sind ebenfalls noch sehr gut sichtbar.
Letzte Ausgrabungen erfolgten 1963 bis 1970 durch eine private Arbeitsgruppe. Sämtliche Funde sind im Heimatmuseum Aesch ausgestellt.

## Geschichte
Die Burg stand auf Schalerschem Eigengut -- was eine Erbauung durch die Schaler nahelegt -- und hatte wohl vor der Fertigstellung des Schlosses Schalberg als Herrenhaus und Wohnsitz des Basler Geschlechtes der Schaler gedient. Von hier bis zum Schalberg sind es nur knappe 100 Meter, es besteht Sichtkontakt. Erbaut wurde sie vermutlich durch die Schaler im ersten Viertel des 13. Jahrhunderts. Bodenfunde erlauben die Vermutung, dass die intensivste Nutzung in der 2. Hälfte des 13. Jahrhunderts stattfand. Es ist anzunehmen, dass sie mit der Erbauung der Burg Schalberg stark an Wichtigkeit verlor: Wenige Bodenfunde, die dem 14. Jahrhundert zugewiesen werden, stützen aber die Vermutung, dass sie in reduziertem Umfang noch weiter benutzt wurde. Diese Ruine ging zusammen mit der Burg Schalberg an die Grafen von Thierstein über (als Bischöfliches Lehen), als das Geschlecht der Schaler im 14. Jahrhundert ausstarb.
Die Ruine war wegen der fehlenden Quellen unbekannt und wurde von Walther Merz kurz nach der Wende vom 19. ins 20. Jahrhundert entdeckt.  1975 wurde sie ausgegraben und konserviert.